# Верблиньская, Анна
Анна Верблиньская (девичья фамилия Бараньская; пол. Anna Werblińska (Barańska); род. 14 мая 1984 года, Свидница) — польская волейболистка, нападающая, игрок национальной сборной. Бронзовый призёр чемпионата Европы 2009 года, участница Олимпийских игр 2008 года в Пекине. На клубном уровне играет за «Хемик» (Полице).
Начала спортивную карьеру в 1999 году с выступления за местный клуб «Полония Свидница», игравшего во второй лиге чемпионата Польши. Показывая хорошие результаты, в 2000 году была приглашена в «Гвардию Вроцлав», за которую отыграла до 2005 года. В 2005 году сменила клуб и перебралась в «Калиш». С 2008 года играла за «БКС Сталь Бельско-Бяла», в 2011 году перешла в «Мушинянку», с 2013 года выступает за «Хемик». 4-кратная чемпионка Польши (2006/07, 2009/10, 2013/14, 2014/15), серебряный (2008/09, 2011/12) и бронзовый (2005/06, 2007/08, 2010/11, 2012/13) призёр чемпионатов страны, 3-кратная обладательница Кубка Польши (2007, 2009, 2014), обладательница Суперкубка Польши (2011, 2014). В 2013 году в составе «Мушинянки» завоевала Кубок Европейской конфедерации волейбола.
На международном уровне является обладательницей серебряных медалей чемпионата мира и Европы среди кадетов, а также чемпионкой мира среди юниоров 2003 года. В национальной сборной Польши с 2006 года, дебютировала 26 мая в игре против сборной США. В 2008 году приняла участие в олимпийском волейбольном турнире, сложившемся для сборной Польши неудачно. В 2009 году стала обладательницей бронзовой награды чемпионата Европы.
В марте 2010 года снялась обнажённой для журнала Playboy.